# Kabupaten Bekasi
Kabupaten Bekasi är ett kabupaten i Indonesien.   Det ligger i provinsen Jawa Barat, i den västra delen av landet, 29 km öster om huvudstaden Jakarta. Antalet invånare är 2 739 577.